# 科瓜

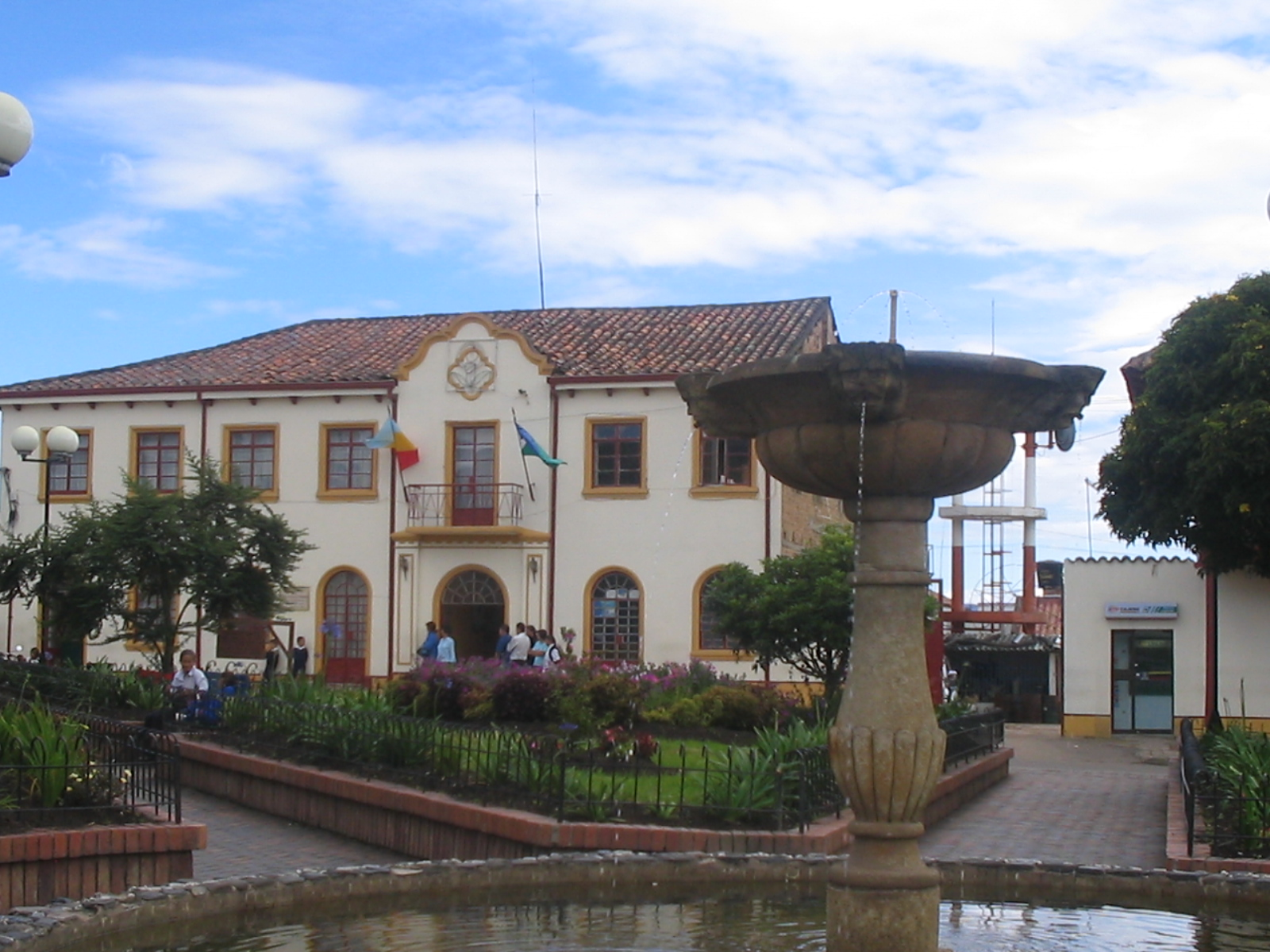

科瓜（西班牙語：Cogua）是哥倫比亞的城鎮，位於該國中部，由昆迪納馬卡省負責管轄，距離首府波哥大31公里，始建於1604年，面積113平方公里，海拔高度2,660米，2005年人口18,093。

## 外部連結
- （西班牙文） FOTW: Flag and Seal of Cogua （页面存档备份，存于）

5°04′N 73°59′W / 5.067°N 73.983°W